# Мельн (Шлезвіг-Гольштейн)
Мельн (нім. Mölln) — місто в Німеччині, розташоване в землі Шлезвіг-Гольштейн. Входить до складу району Герцогство Лауенбург.
Площа — 25,05 км2. Населення становить 19 282 ос. (станом на 31 грудня 2020).